# Strokirk

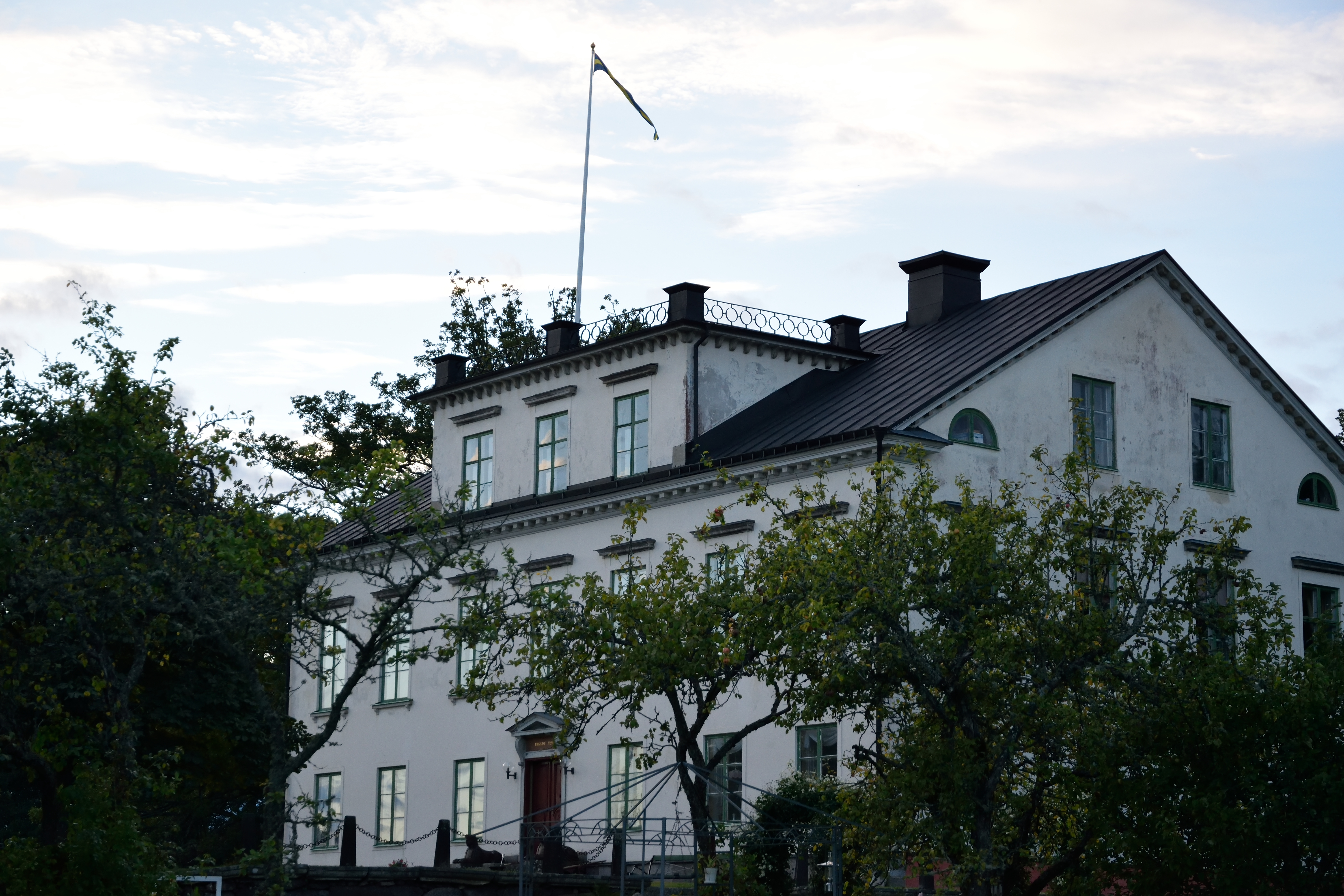
Ölsboda herrgård i Nysunds socken uppfördes av Jeppe Strokirk och var i släktens ägo i flera generationer.

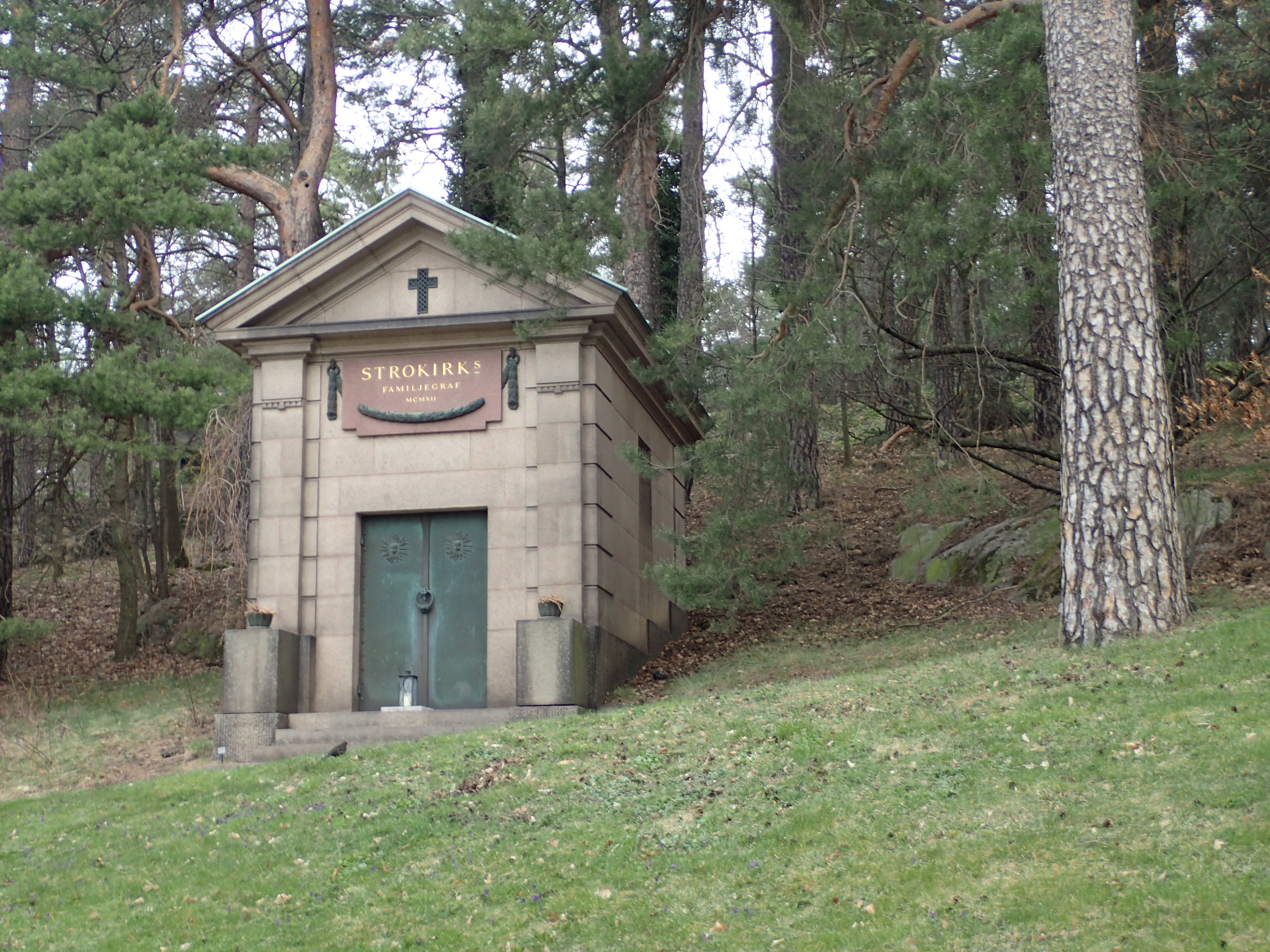
Strokirks familjegrav på Norra begravningsplatsen i Stockholm.

Strokirk är en släkt med brukstraditioner som ursprungligen härstammar från Mecklenburg och Lübeck. Släkten kom till Sverige i början av 1600-talet genom Evert Strokirch. Adelsätten von Strokirch härstammar från en kusin till Evert. Släkten Strokirk är förknippad med Ölsboda bruk i byn Ölsboda i Degerfors kommun, där medlemmar ur släkten varit verksamma som brukspatroner. Släktens medlemmar flyttade runt i delar av Värmland och Närke från 1600- till 1800-talet, och gifte där in sig med andra betydelsefulla släkter.
Den 31 december 2022 var 48 personer med efternamnet Strokirk folkbokförda i Sverige.

## Personer med efternamnet Strokirk
- Elias Strokirk (1747–1811), brukspatron
- Elias Carl Strokirk (1844–1887), brukspatron och militär
- Elisabeth Strokirk Budrys (1930–1982), målare och textilkonstnär
- Evert Strokirk (1861–1936), arkitekt
- Evert Strokirk (borgmästare) (1608–1689)
- Jeppe Strokirk (1789–1856), brukspatron
- Oscar Fredrik Strokirk (1860–1926), militär och författare
- Vivica Strokirk (1792–1846), konstnär
- Wilhelm Theodor Strokirk (1823–1895), ämbetsman och numismatiker